# Ole Plogstedt

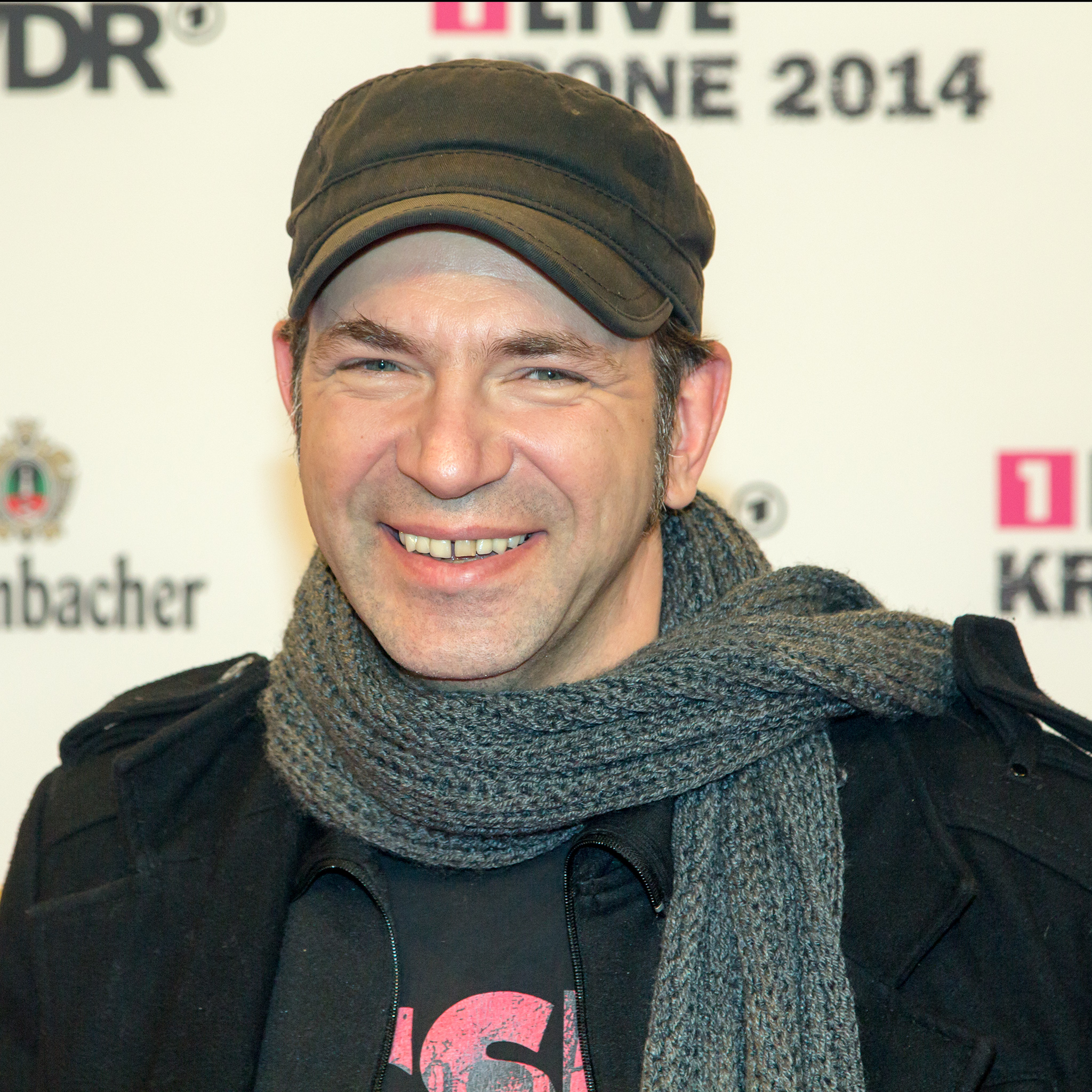
Ole Plogstedt (2014)

Ole Plogstedt, eigentlich Olaf Plogstedt, (* 24. März 1968 in Berlin) ist ein deutscher Koch, Fernsehkoch und Unternehmer. Bekanntheit erlangte er durch sein Mitwirken in der Reality-TV-Kochshow Das Fast Food-Duell sowie in der Doku-Soap Die Kochprofis – Einsatz am Herd.

## Leben
Seine Ausbildung zum Koch machte Ole Plogstedt im Hotel „Steigenberger“ in Berlin. Später arbeitete er in diversen Restaurants in Hamburg. 1993 gründete er zusammen mit Jörg Raufeisen ein Unternehmen für Tournee- und Event-Catering, die Rote-Gourmet-Fraktion (RGF), die unter anderem das Catering für Jan Delay und Die Toten Hosen auf deren Tourneen verantwortet. Die RGF unterstützt regelmäßig Benefizveranstaltungen wie „Kochen gegen Rechts“ und „Kochen gegen Aids“.
2009 nahm Plogstedt an der 7. Wok-WM teil. Auch in der Sendung Hagen hilft! trat Plogstedt bereits auf. Über seine Erlebnisse als Koch für Musiker schrieb Plogstedt das Buch Rote Gourmet Fraktion: Kochen für Rockstars. Plogstedt ist Mitglied der Vereinigung „Spitzenköche für Afrika“.
Von 2010  bis 2017 war er Mitprotagonist der Doku-Soap Die Kochprofis – Einsatz am Herd bei RTL II. In der Folge 350 am 6. April 2017 war sein letzter Auftritt in der Sendung zu sehen. Seit September 2011 ist er zudem Juror in der Küchenschlacht.
Neben der RGF betrieb Plogstedt seit Oktober 2000 das Unternehmen RGF-Gastgeberei GmbH, über das am 28. Januar 2011 das Insolvenzverfahren eröffnet wurde. Vom Mai 2012 bis zum 15. Mai 2016 betrieb er zusammen mit seiner Ehefrau in Hamburg-Eimsbüttel das Restaurant „Olsen“, dessen Küche nach eigener Angabe einen Schwerpunkt auch auf vegetarische Gerichte setzte.
Ole Plogstedt ist verheiratet und hat 3 Kinder.